# Gianfranco Carducci
Gianfranco Carducci († 22. Februar 1584) war ein italienischer römisch-katholischer Bischof.
Carducci wurde am 26. Mai 1565 zum Bischof von Lacedonia ernannt.